# Stefania Tobjasz
Stefania Tobjasz, po mężu Bukowska (ur. 9 lutego 1962 we Włocławku) – polska piłkarka ręczna, reprezentantka Polski. Mistrzyni Polski.

## Kariera sportowa

### Kariera klubowa
Jej pierwszą drużyną był zespół MKS Junak Włocławek, gdzie trenował ją Ryszard Jung. Od 1981 do 1994 była zawodniczką Pogoni Szczecin, zdobywając mistrzostwo Polski w 1983, 1986 i 1991, wicemistrzostwo Polski w 1984, 1989, 1990 brązowy medal mistrzostw Polski w 1985, 1987

### Kariera reprezentacyjna
W reprezentacji Polski debiutowała 12 maja 1984 w towarzyskim spotkaniu z Holandią. Wystąpiła na mistrzostwach świata grupy "B w 1985 (7 miejsce), 1987 (7 miejsce). Po raz ostatni w biało-czerwonych barwach zagrała 29 listopada 1988 w towarzyskim meczu ze Szwecją. Łącznie w reprezentacji Polski wystąpiła 116 razy, zdobywając 209 bramek.